# Kulinskij rajon
Il Kulinskij rajon (in russo Кулинский район?) è un distretto municipale del Daghestan, situato nel Caucaso.